# چرخش سوم
چرخش سوم (به انگلیسی: The Third Wheel) یک فیلم سینمایی آمریکایی محصول سال ۲۰۰۲ به کارگردانی جردن بردی و با بازی لوک ویلسون، دنیس ریچاردز، جی لاکوپو و بن افلک است. داستان مربوط به تاریخ اول بین استریلی دست و چلفتی و استنلی خجالتی (لوک ویلسون) و دیانا زرق و برق دار (دنیس ریچاردز) است که توسط یک مرد بی خانمان (جی لاکوپو) قطع می‌شود.

## خلاصه داستان
استنلی (لوک ویلسون) پس از گذشت بیش از یک سال خیالپردازی در مورد همکار خود دایانا ایوانز (دنیس ریچاردز) درخواست ازدواج می‌کند. هنگامی که این دو در تاریخی را برای قرار اول خود انتخاب کردند استنلی با ماشین خود به یک مرد بی خانمان (جی لاکوپو) برخورد می‌کند و اتفاقاتی که در پی می‌آیند دور از شب عاشقانه‌ای بود که استنلی برنامه‌ریزی کرده بود. در همین حال، همکاران استن، از جمله دوستش مایکل (بن افلک)، تاریخ بین استن و دیانا را رصد می‌کنند و شرط‌بندی می‌کنند که استان تا چه اندازه با دایانا زیبا فاصله می‌یابد.

## بازیگران
- لوک ویلسون در نقش استنلی
- دنیس ریچاردز
- جی لاکوپو به عنوان فیل
- بن افلک به عنوان مایکل
- تیم دی‌کی
- دیوید کوچنر به عنوان کارل
- فیل لویس
- نیکول سالیوان به عنوان سالی
- مت دیمون به عنوان کوین
- لورن گراهام به عنوان زنی در مهمانی
- جف گارلین به عنوان کارمند دفتر
- ملیسا مک‌کارتی در نقش ماریلین
- باک کارتالیان